# Stegastes diencaeus
Stegastes diencaeus är en fiskart som först beskrevs av Jordan och Rutter, 1897.  Stegastes diencaeus ingår i släktet Stegastes och familjen Pomacentridae. Inga underarter finns listade i Catalogue of Life.